# Paratroop Training Unit RAAF
La Paratroop Training Unit (PTU) est une unité de la Force aérienne royale australienne (RAAF) active pendant la Seconde Guerre mondiale, qui servait de centre d'instruction pour le recrutement et la formation des parachutistes de l'Armée australienne. Les stagiaires provenaient principalement du 1er bataillon de parachutistes et de l'unité Z Special.

## Histoire
L'unité est créée le 3 novembre 1942 aux bases aériennes Williams, dans l'État de Victoria, puis transférée le 16 novembre 1942 à la base de la RAAF Tocumwal, en Nouvelle-Galles du Sud, afin d’être co-localisée avec l’unité parachutiste naissante de l’armée, laquelle deviendra par la suite le 1er bataillon de parachutistes. L’unité est alors commandée par le Wing Commander P. Glasscock,.

## Structure
La PTU comprend 6 officiers et 88 aviateurs de la RAAF ainsi que 7 officiers et 90 soldats de l’armée. Après le transfert à Tocumwal, cinquante parachutes statiques sont reçus à la fin novembre,. Le premier cours débute en décembre 1942 avec 40 stagiaires ; les premiers sauts ont lieu le 19 janvier 1943 depuis un Douglas DC-2,,. En mars 1943, des sauts expérimentaux en milieu aquatique sont effectués dans les lacs de Swan Hill. Ce même mois, le 1er bataillon de parachutistes est officiellement constitué.
Cinq stages sont menés à Tocumwal, mais le site est jugé inadapté en raison des conditions climatiques et du manque d’installations. La formation de base comporte alors quatre sauts, avec parachute de secours pour le premier.
Le 6 avril 1943, la PTU est transférée à la RAAF Base Richmond, toujours en Nouvelle-Galles du Sud, sous le commandement du Wing Commander W. Wetton,. La base de Richmond offre de meilleures infrastructures, et les sauts sont effectués depuis un Douglas Dakota C-47. Le Major Roberts du régiment parachutiste britannique et le Squadron Leader Wetton, moniteur de saut de la Royal Air Force, arrivent d’Angleterre pour superviser la formation,.
En mai 1943, la PTU obtient l’autorisation d’utiliser le réservoir Cataract pour les sauts diurnes et nocturnes. Une salle de séchage des parachutes y est construite début 1944. Le Group 244 RAAF, attaché à l’unité, comprend aussi des membres de la WAAAF pour la maintenance mobile des parachutes (No 1 Mobile Parachute Maintenance Unit), formée en août 1943, ainsi qu’un avion C-47 du No. 36 Squadron RAAF et son équipage,. Cette structure rassemble 20 officiers et 157 aviateurs de la RAAF, ainsi que 2 officiers et 94 aviatrices de la WAAAF.
La formation de base à Richmond comporte sept sauts, à l’issue desquels les unités de parachutiste sont attribuées. Après le transfert à Richmond, l’utilisation du parachute de secours pour le premier saut est abandonnée. En novembre 1943, le premier stage de formation de moniteurs de saut est organisé. La PTU assure également l’instruction au largage de ravitaillement pour les membres du service logistique de l’armée australienne.

## Dissolution
Les formations cessent en août 1945,. L’unité est dissoute le 21 décembre 1945,. Au total, 19 782 sauts, 3 130 largages de mannequins et 3 622 largages de ravitaillement ont été réalisés,.